# Charles O. Hobaugh
Charles Owen Hobaugh, född 5 november 1961 i Bar Harbor, Maine, är en amerikansk astronaut uttagen i astronautgrupp 16 den 5 december 1996.
Hans intresse för flygning började när han var barn och såg Star Trek och I Dream of Jeannie, och stärktes ytterligare när han och hans far flög till Alaska. 
Han är gift med Corinna Lynn, och tillsammans har de fyra barn.

## Rymdfärder
- Atlantis - STS-104
- Endeavour - STS-118
- Atlantis - STS-129